# Diodon nicthemerus
O baiacu de espinho australiano (Diodon nicthemerus) é uma espécie de baiacu do gênero Diodon, e pertence a família Diodontidae. É uma espécie que pode medir 40.0 cm e ser encontrado em profundidades de 1 - 70 m. O baiacu de espinho australiano pode ser encontrado em florestas de kelp e costões no sul da Austrália.